# Tom foot
Pour plus de détails, voir Fiche technique et Distribution.
Tom foot (Fimpen) est un film suédois réalisé par Bo Widerberg sorti en 1974. 

## Synopsis
Surdoué du football, Johan Bergman, 6 ans, est engagé pour jouer avec l'équipe adulte du Hammarby IF puis avec l'équipe nationale de Suède lors des qualifications pour la Coupe du monde.

## Fiche technique
Sauf indication contraire, les informations mentionnées dans cette section peuvent être confirmées par la base de données cinématographiques IMDb,  présente dans la section « Liens externes ».
- Titre : Tom foot
- Titre original : Fimpen (littéralement « le mégot », surnom donné au personnage dans la version originale, traduit par « le gamin » dans les sous-titres français)
- Réalisation, scénario, production et montage : Bo Widerberg
- Photographie : John Olsson
- Direction artistique : Lotta Melanton
- Pays de production :  Suède
- Langue originale : suédois (quelques répliques en allemand, français, hongrois et russe)
- Genre : comédie dramatique
- Format : couleur (Eastmancolor) - 2,35:1
- Durée : 89 minutes
- Dates de sortie : 
  - Suède : 16 février 1974
  - France : 16 juin 1976

## Distribution
Sauf indication contraire, les informations mentionnées dans cette section peuvent être confirmées par la base de données cinématographiques IMDb,  présente dans la section « Liens externes ».
- Johan Bergman : Johan Bergman
- Monica Zetterlund : l'institutrice
- Magnus Härenstam : Magnus Mackan
- Ernst-Hugo Järegård : le dirigeant de club qui repère Johan
- Carl Billquist (en) : le directeur de l'école
- Stig Ossian Ericson (en) : le chauffeur de taxi
- Liselott Wærum : la fiancée de Mackan
- Annelie Bergman : la sœur de Johan
- Arne Bergman : le père de Johan
- Inger Bergman : la mère de Johan

Le film est également interprété par de véritables joueurs de football, non crédités au générique :
- Claes Cronqvist
- Ralf Edström
- Georg « Åby » Ericson (interprète l'entraîneur de l'équipe de Suède)
- Ove Grahn
- Ronnie Hellström
- Kent Karlsson
- Ove Kindvall
- Krister Kristensson
- Benno Magnusson
- Roger Magnusson
- Björn Nordqvist
- Kenneth Ohlsson (en)
- Örjan Persson
- Roland Sandberg
- Tom Turesson
- Mats Werner

Des journalistes et commentateurs sportifs, eux aussi non crédités au générique, participent aussi au film, notamment en voix-off :
- Bengt Bedrup (en)
- Ulf Elfving (en)
- Bengt Grive (en)
- Arne Hegerfors (en)
- Bo Holmström (en)
- Lennart Hyland (en)
- Sven Lindahl (en)